# Arturo Schwarz
Arturo Umberto Samuele Schwarz (Alessandria d'Egitto, 3 febbraio 1924 – Genova, 23 giugno 2021) è stato un politico, editore e saggista italiano.

## Biografia
Nato in una famiglia ebraica, da padre tedesco e madre italiana, visse in Egitto fino al 1949, fondando ad Alessandria la libreria Culture e la casa editrice Progrès & Culture. Fu espulso dal Paese per la sua attività politica trockista, dopo esser stato arrestato dalla polizia, internato e torturato in una cella sotto terra per diciotto mesi nella prigione di Hadra. Si trasferì allora in Italia, stabilendosi a Milano.
Secondo quanto da lui stesso dichiarato in un'intervista, anche nel capoluogo lombardo Schwarz pagò per la sua fede trockista, stavolta a causa del segretario del Partito Comunista Italiano, Palmiro Togliatti. Ottenuto un fido dalla Banca Commerciale Italiana (COMIT) per aprire una casa editrice, nel 1956 Schwarz pubblicò La rivoluzione tradita di Lev Trockij con una fascetta gialla recante la frase «Stalin passerà alla storia come il boia della classe operaia», cosicché Togliatti contattò Raffaele Mattioli, amministratore della COMIT, per chiedergli di togliere il fido «alla iena trotsko-fascista di Schwarz». Priva del fido, la casa editrice fallì.
Scrisse numerosi libri e saggi sulla kabbalah, sul tantrismo, sull'alchimia, sull'arte preistorica e tribale, sull'arte e la filosofia dell'Asia e sull'anarchia. Fu anche un importante collezionista d'arte. In particolare fu in possesso di numerose opere di Marcel Duchamp, André Breton, Man Ray, Jean Arp e di altri, soprattutto dadaisti e surrealisti.
Fu membro della Board of Governors dell'Università di Tel Aviv, della Bodalerle Academy of Art and Design di Gerusalemme e del Tel Aviv Museum of Art; è membro fondatore e honorary fellow dell'Israel Museum di Gerusalemme e del Tel Aviv Museum of Art, oltre ad essere membro fondatore della Università Ben Gurion del Negev. Dal 1954 nella sua libreria milanese, trasformata nel 1961 in galleria e rimasta attiva fino al 1975, presentò gli esponenti più significativi delle avanguardie storiche (in particolare dadaisti e surrealisti) e del secondo dopoguerra.
Nel 1996 gli fu conferita dall'Università di Tel Aviv la laurea honoris causa di Doctor Philosophiae in riconoscimento della sua attività culturale. Nello stesso anno gli fu attribuito il Premio Frascati per la sua attività nel campo della poesia. Donò parte della sua collezione di opere d'arte, soprattutto dadaiste e surrealiste, ai musei di Tel Aviv e di Gerusalemme e alla Galleria nazionale d'arte moderna di Roma (1997). Il 6 marzo 1998 gli fu conferito il "Diploma di Prima Classe con Medaglia d'oro ai Benemeriti della Cultura e dell'Arte" dal Presidente della Repubblica italiana Oscar Luigi Scalfaro, su segnalazione del ministro Walter Veltroni. Nello stesso anno donò una sua collezione di 700 pezzi di opere d'arte al Museo d'Israele di Gerusalemme.
Nel febbraio 2014 Arturo Schwarz pubblicò una raccolta di poesie dal titolo L'amore a novant'anni (Love at 90).
Morì all'ospedale San Martino di Genova il 23 giugno 2021.